# Лушпиння
«Лушпиння» (англ. Husk) — фільм жахів режисера Бретта Сіммонса, знятий в 2011 році. Прем'єра картини відбулася в рамках After Dark Horrorfest. Слоган фільму «Пора збирати урожай».

## Сюжет
П'ятеро хлопців вирушили у подорож сільською місцевістю. За нещасливою випадковістю їхня машина потрапила в кювет біля старої ферми. Місцевих жителів там не виявилося, зате знайшлося щось, що краще було б не турбувати. Потойбічне зло переслідує героїв і не має наміру відпускати зі своїх володінь живим нікого.

## Ролі
- Девон Грайє — Скотт
- Уес Четем — Брайан
- С.Дж. Томасон — Кріс
- Таммін Сурсок — Наталі
- Бен Істер — Джонні
- Джош Скипворт — Корі Комсток
- Нік Туссен — Алекс Комсток
- Майкл Корнелісон — фермер Комсток
- Аарон Харполд — фермер з дороги
- Кендіс Роуз — дружина фермера